# Get Up, Stand Up
Get Up, Stand Up is een nummer van reggaeformatie Bob Marley & The Wailers, geschreven door Bob Marley en Peter Tosh.
Het oorspronkelijke nummer verscheen op het album Burnin' in 1973. Daarna is het nummer nog verschillende keren in andere versies opgenomen of live uitgevoerd, door The Wailers, Bob Marley & The Wailers en door Peter Tosh & Bunny Wailer.
Er wordt over het algemeen aangenomen dat het nummer een oproep is aan alle wereldburgers, Rastafari in het bijzonder, om niet langer toe te laten dat anderen hen misbruiken en mishandelen.
Het nummer is veelvuldig gespeeld op concerten van Bob Marley, meestal als afsluitend nummer. "Get Up, Stand Up" was tevens het laatste nummer dat Marley ooit op de bühne speelde, op 23 september 1980 in het Stanley Theater in Pittsburgh.
"Get Up, Stand Up" verscheen in 2012 op het livealbum Light the Fuse van The Rolling Stones, die op 10 augustus 2005 werd opgenomen tijdens een concert in Toronto.

## NPO Radio 2 Top 2000
| Nummer met noteringen in de NPO Radio 2 Top 2000 | '03 | '04-'08 | '09 | '10 | '11 | '12  | '13  | '14  | '15  | '16  | '17  | '18-'20 | '21  |
| ------------------------------------------------ | --- | ------- | --- | --- | --- | ---- | ---- | ---- | ---- | ---- | ---- | ------- | ---- |
| Get Up, Stand Up                                 | 971 | -       | 951 | 815 | 931 | 1072 | 1111 | 1703 | 1514 | 1669 | 1993 | -       | 1659 |

1. ↑  Een '-' betekent dat het nummer niet was genoteerd en een vetgedrukt getal geeft de hoogste notering aan.
2. ↑  2003 was het eerste jaar met een notering voor dit nummer.
3. ↑  Deze tabel is bijgewerkt tot en met de laatste editie (2024).

Bob Marley · Junior Braithwaite · Beverley Kelso · Bunny Wailer · Peter Tosh · Cherry Smith · Constantine "Vision" Walker · Earl "Chinna" Smith · Aston Barrett · Joe Higgs · Earl Lindo · Carlton Barrett · Al Anderson · Alvin Patterson · Junior Marvin · Donald Kinsey · Tyrone Downie · I Threes (Rita Marley · Marcia Griffiths · Judy Mowatt)